# Blake Pieroni
Blake Pieroni (Crown Point, 15 de novembro de 1995) é um nadador estadunidense, medalhista olímpico.

## Carreira

### Rio 2016
Pieroni competiu nos Jogos Olímpicos de 2016, conquistando a medalha de ouro nos 4×100 m livre.